# مجلس كاليفورنيا لموارد الهواء
مجلس كاليفورنيا لموارد الهواء هو وكالة تابعة لحكومة ولاية كاليفورنيا بالولايات المتحدة الأمريكية تهدف إلى الحد من تلوث الهواء. تأسس مجلس كاليفورنيا لموارد الهواء عام 1967 عندما وقّع الرئيس الأمريكي الأسبق رونالد ريغان، والذي كان حاكما لولاية كاليفورنيا آنذاك، قانون مولفورد-كاريل، الذي جمع مكتب الصرف الصحي الجوي ومجلس مراقبة تلوث المركبات الآلية. وهو إدارة تابعة لوكالة حماية البيئة في كاليفورنيا على مستوى مجلس الوزراء.
لعب مجلس كاليفورنيا لموارد الهواء دورًا محوريًا في دفع عجلة الابتكار في قطاع صناعة السيارات في العالم من خلال دعم برامج مثل برنامج المركبات الكهربائية عديمة الانبعاثات، وتشمل الأهداف المعلنة لمجلس كاليفورنيا لموارد الهواء تحقيق جودة هواء صحية والحفاظ عليها؛ وحماية الأفراد من التعرض لملوثات الهواء السامة؛ وتوفير مناهج مبتكرة تُساعد على الامتثال لقواعد ولوائح تلوث الهواء. وتتمثل واحدة من أهمّ مسؤوليات مجلس كاليفورنيا لموارد الهواء في تحديد معايير انبعاثات المركبات. تُعدّ ولاية كاليفورنيا هي الولاية الأمريكية الوحيدة التي تستثنيها وكالة حماية البيئة الأمريكية وتسمح لها بإصدار معايير خاصّة بها للانبعاثات بموجب قانون الهواء النظيف الفيدرالي، ويجوز للولايات الأمريكية الأخرى اتباع معايير مجلس موارد الهواء في كاليفورنيا أو المعايير الفيدرالية لانبعاثات المركبات، ولكن لا يجوز لها وضع معاييرها الخاصة.

## الهيكل التنظيمي
يتألف مجلس كاليفورنيا لموارد الهواء من 16 عضوًا، منهم عضوان غير مصوتين يُعيَّنان للإشراف التشريعي، أحدهما تعينه جمعية ولاية كاليفورنيا، بينما الآخر يعنيه مجلس الشيوخ في ولاية كاليفورنيا، كما يُعيِّن الحاكم 12 عضوًا من أصل 14 عضوًا مُصوِّتًا، ويخضعون لموافقة مجلس الشيوخ، بحيث يكون خمسة أعضاء منهم من العاملين بدوائر مراقبة الهواء المحلية، إلى جانب أربعة أعضاء آخرين من الخبراء في مجال تلوث الهواء، وعضوان من العامة، ورئيس المجلس. يُعيِّن المجلس ومجلس الشيوخ العضوين المُصوِّتين الآخرين من لجان العدالة البيئية. ويوضح الجدول التالي قائمة الأعضاء القياديين والبارزين بالمجلس:
| الاسم               | الانتماء                                                        | التعيين       | تاريخ انتهاء المدة |
| ------------------- | --------------------------------------------------------------- | ------------- | ------------------ |
| ليان م. راندولف     | رئيسة المجلس                                                    | 2020 ديسمبر   | 2026 ديسمبر 31     |
| كليف ريشتشافن       | عضو عام                                                         | 2023 سبتمبر   | 2024 ديسمبر 31     |
| جون ر. بالميس       | طبيب                                                            | 2007 ديسمبر   | 2027 ديسمبر 31     |
| هيكتور دي لا توري   | عضو جمعية ولاية كاليفورنيا                                      | 2018 يونيو    | 2025 يناير 01      |
| جون آيزنهات         | عضو بقسم الزراعة                                                | 2013 أغسطس    | 2029 ديسمبر 31     |
| تود غلوريا          | عضو مجلس إدارة موارد الهواء في سان دييغو                        | 2025 يناير    | 2030 ديسمبر 31     |
| دين فلوريز          | عضو مجلس شيوخ ولاية كاليفورنيا                                  | 2016 فبراير   | 2024 ديسمبر 31     |
| كوري أ. جاكسون      | أخصائي اجتماعي وعضو جمعية ولاية كاليفورنيا                      | 2025 فبراير   |                    |
| ليندا هوبكنز        | مديرة جودة الهواء في منطقة الخليج                               | 2025 فبراير   | 2026 ديسمبر 31     |
| باتريشيا لوك        | مديرة جودة الهواء في داوسون، الساحل الجنوبي                     | 2025 أبريل    | 2026 ديسمبر 31     |
| هنري ستيرن          | عضو مجلس شيوخ ولاية كاليفورنيا                                  | 2023 يناير    |                    |
| تانيا باتشيكو-ويرنر | حاصلة على درجة الدكتوراه، ومديرة جودة الهواء في وادي سان جواكين | 2020 ديسمبر   | 2026 ديسمبر 31     |
| إريك غيرا           | عضو في دوائر الهواء في منطقة ساكرامنتو                          | 2023 يناير    | 2028 ديسمبر 31     |
| سوزان شاهين         | حاصلة على درجة الدكتوراه، وعضو في قطاع السيارات                 | 2023 يناير    | 2028 ديسمبر 31     |
| دون أورتيز-ليغ      | ضو في دائرة الهواء                                              | 2025 فبراير   | 2028 ديسمبر 31     |
| ديان تافوركيان      | من العامة                                                       | 2018 أغسطس 31 | 2029 ديسمبر 31     |

يتولى المحافظ اختيار خمسة من أعضاء مجلس الإدارة المعينين من مناطق مكافحة تلوث الهواء الإقليمية أو مناطق إدارة جودة الهواء، بحيث يتم اختيار واحدًا من كل من:
- إدارة جودة الهواء في منطقة الخليج (منطقة خليج سان فرانسيسكو)، وتمثلها في الوقت الحالي ليندا هوبكنز.
- إدارة جودة الهواء في مقاطعة سان دييغو، ويمثلها في الوقت الحالي تود غلوريا.
- إدارة جودة الهواء في وادي سان جواكين، وتمثلها في الوقت الحالي تانيا باتشيكو-ويرنر الحاصلة على درجة الدكتوراه.
- إدارة جودة الهواء في الساحل الجنوبي، وتمثلها في الوقت الحالي باتريشيا لوك داوسون.
- إدارة جودة الهواء في منطقة سكرامنتو، وتشمل إدارة جودة الهواء في سكرامنتو متروبوليتان، وإدارة جودة الهواء في يولو-سولانو، وإدارة جودة الهواء في مقاطعة بلاسر، وإدارة جودة الهواء في نهر فيذر، وإدارة جودة الهواء في مقاطعة إل دورادو، ويمثلها في الوقت الحالي إريك غيرا.